# MiG-37
MiG-37(ロシア語: МиГ-37)とは、“ソビエト（ロシア）で開発されていると推測されていた戦闘機、または模型メーカーが創作して発売した商品に命名されていた、実際には存在しない航空機の形式番号である。
2021年現在、“ミコヤン・グレヴィッチ設計局（現：公開株式会社「ロシア航空機製作会社『MiG』）が実際に開発した「MiG-**」の型式番号で呼ばれる戦闘機として確認されている最新のものはMiG-41（NATOコード未付与）であるが、MiG-41からMiG-35“Fulcrum-F”の間には番号の割り振られた機体はなく、西側で「MiG-37」の存在が語られていた当時にこの名称が用いられた機体が開発されていたという公式の資料は現在に至るも発見されていない。
将来実際に「MiG-37」という型式番号の機体が登場する可能性はあるが、2021年現在のところは未定である。

## 概要
"MiG-37"として書籍に掲載されたもの、もしくは商品名としては以下のものがある。
- MiG-37B "Ferret-E"

アメリカの模型メーカー、テスター(Testor)社(英語版)が創作し、同社およびイタリアの模型メーカーであるイタレリ(Italeri)社が共同で販売したプラスチックモデルキットの商品名。
- MiG-37

1989年に刊行されたアメリカの軍事書籍『STEALTH WARPLANES』に掲載された、ソビエトが1990年代に実用化する新鋭戦闘機として開発を計画しているとされたステルス戦闘機。
実際の“ソビエト（ロシア）製のステルス戦闘機”としては1980年代を通して I-90(英語版) / MFI の計画名称で開発計画が進められていたものの、ミコヤン・グレヴィッチ設計局により実際に設計が進められていた"MiG 1.42"設計案はこの『MiG-37』とは外形も性能も全く異なるものである。
- MiG-2000

上述書の中で解説されている"MiG-37"の推測の元となったものとして、ジェネラル・ダイナミクス社のエンジニアであったリチャード・ワード(Richard D. Ward)が1985年に発表した"MiG-2000"なる機体の推測があり、これはワードによってMiG-29の後継として1990年代以降に実用化されるであろう機体について推測されたもので、高度なステルス性能を持つ戦闘機であるとされていたものである。
なお、後に実際に計画されたスペースプレーンの「MiG-2000」とは無関係である。